# Parnaíba (vapor)
O Vapor Parnaíba foi um navio de guerra da Armada Imperial Brasileira que atuou na Guerra do Paraguai.

## História
Era um barco misto propulsionado por motor a vapor e por velas, tendo sido construído nos estaleiros de Augustin Normand em Le Havre, França, sob a fiscalização do Almirante Tamandaré. O seu motor a vapor possuía uma potência de 120 hp que impulsionava uma hélice de popa, permitindo alcançar uma velocidade máxima de 12 nós, deslocando 602 toneladas. Era navio tipo corveta e equipado com 1 canhão Whitworth de 70 libras, dois canhões de 68 libras e quatro de 32 libras. Sua guarnição era composta por 90 homens em tempos de paz e 111 em tempos de guerra, segundo determina o Aviso de 30 de junho de 1859.
Lançada em 13 de junho de 1858, foi incorporada a Armada Brasileira em 11 de junho de 1859 com a denominação Parnaíba, tendo sido o segundo navio brasileiro a levar esse nome, em homenagem ao rio Parnaíba situado no estado do Piauí. Seu primeiro comandante foi Primeiro-tenente Aurélio Garcindo Fernandes de Sá e, sob seu comando, chegou ao Rio de Janeiro no dia 14 de junho de 1859.
Em 18 de outubro de 1859 partiu para o Rio da Prata, regressando ao Rio de Janeiro em 19 de março de 1861. Em 15 de novembro de 1861, chegou à Santa Catarina conduzindo o Presidente da Província, Padre Pires da Motta, regressando ao Rio de Janeiro no dia 23 do mesmo mês. No ano de 1863, devido a questão peruana contra a Espanha, rumou para o Norte do país na divisão comandada pelo Almirante Parker.
Durante a invasão brasileira no Uruguai em 1864, juntamente com as corvetas Belmonte e Recife, além das canhoneiras Araguari e Ivaí, em 4 de dezembro participou do ataque contra Paisandu. A divisão imperial bombardeou as posições orientais e desembarcou uma força composta por 100 marinheiros, 100 fuzileiros da marinha, 200 homens do 1º batalhão de infantaria e algumas peças de artilharia de campanha.
Fracassado o primeiro intento, novas forças navais, incluindo a corveta Jequitinhonha e tropas terrestres, sob comando de Venancio Flores e dos generais brasileiros João Propício Menna Barreto, Antônio de Sampaio e Antônio de Souza Neto, acabaram se somando ao cerco, que finalmente provocou ao fim do ano a queda daquela praça.
Após o início da Guerra do Paraguai, em 10 de abril de 1865, o Almirante Tamandaré a bordo da Parnaíba (sob o comando do capitão tenente Aurélio Garcindo Fernandes de Sá), oficiou ao ministro brasileiro em Montevidéu, que seguia com a Esquadra a fim de bloquear os portos no litoral daquele país. Em 28 de abril de 1865, deixou Buenos Aires, integrando a divisão comandada pelo almirante Francisco Manuel Barroso da Silva, o Barão do Amazonas, comandante da força naval imperial contra os paraguaios, que eram compostos também pela fragata e capitania Amazonas, as corvetas Beberibe, Belmonte e Jequitinhonha, e pelas canhoneiras Araguari, Mearim, Ipiranga e Iguatemi, totalizando uma esquadra de 9 embarcações.
A esquadra imperial subiu o Rio Paraná para bloquear a esquadra paraguaia em “Três Bocas”, que é a confluência entre os Rios Paraguai e Paraná.
Em 26 de maio de 1865, somada a divisão sob o comando do Chefe José Segundino de Gomensoro, seguiu para as proximidades da província argentina de Corrientes, sob o controle paraguaio, onde participou das ações que acarretaram a tomada da mesma. Entre seus oficiais estavam Primeiros-tenentes Felippe Firmino Rodrigues Chaves (Imediato), Antônio Pompeu de Albuquerque Cavalcanti, Miguel Joaquim Pederneira e Miguel Antônio Pestana; Guardas-marinha Affonso Henrique da Fonseca e João Guilherme Greenhalgh, o Comissário de Segunda-Classe Pedro Simões da Fonseca e o Escrivão de Segunda-Classe José Correia da Silva. A bordo se encontravam os seguintes oficiais do Exército: Tenente-coronel José da Silva Guimarães; Capitão Pedro Afonso Ferreira; Tenentes Timoleão P. de Albuquerque Maranhão e Leopoldo Borges Galvão Uchoa; Alferes Feliciano Inácio de Andrade Maia, Francisco de Paula Barros, Pedro Velho de Sá Barreto; Cadetes Francisco Antonio de Sá Barreto, Luís José de Souza, Luís Francisco de Paula Albuquerque, Antônio Francisco de Mello, Liberato Ferreira da Costa, Luís Leopoldino Arsenio Barbosa e Caetano Alves Pacheco; além de 132 praças do 9o. Batalhão de Infantaria.
Em 10 de junho de 1865, a frota paraguaia estava ancorada no Rio Paraguai, nos arredores do Forte Humaitá, sob comando do capitão de fragata Pedro Ignacio Meza, que estava a bordo do vapor capitania e insígnia Tacuarí (comandante José Maria Martinez), integrando ainda os vapores Ygurey (Remigio Del Rosario Cabral Velazquez), Marquês de Olinda (Ezequiel Robles), Paraguarí (José Alonso), Jejuí (Aniceto López), Yporá (Domingo Antônio Ortiz), Salto Oriental (Vicente Alcaraz) e Yberá (Pedro Victorino Gill) e Pirabebé (Tomás Pereira), além de três chatas de artilharia.
A esquadra brasileira permanecia próximo da posição dos seus adversários, posicionados na margem do Chaco nas cercanias da Ilha Barranqueira. Em 10 de junho a frota paraguaia recebeu ordem para atacar na manhã seguinte e, dada a superioridade da força naval brasileira, a única possibilidade para Mesa resumia ao fator surpresa. O Plano era partir nas primeiras horas da madrugada rio abaixo com os motores desligados e as caldeias acesas para aproximarem da frota brasileira, retroceder e abordá-los, sem alarde. Mas os danos do Yberá atrasaram a partida para as 9h00 da manhã do dia 11 de junho e o avanço foi mais lento do que o esperado devido a necessidade de rebocar as chatas de artilharia, pelo que o esquadrão chegou somente no meio da manhã e foi ainda detectado pelo vapor Mearim que deu o alerta geral para a esquadra brasileira, o que fez fracassar o ataque surpresa e deu tempo para a frota brasileira se preparar para responder ao ataque.

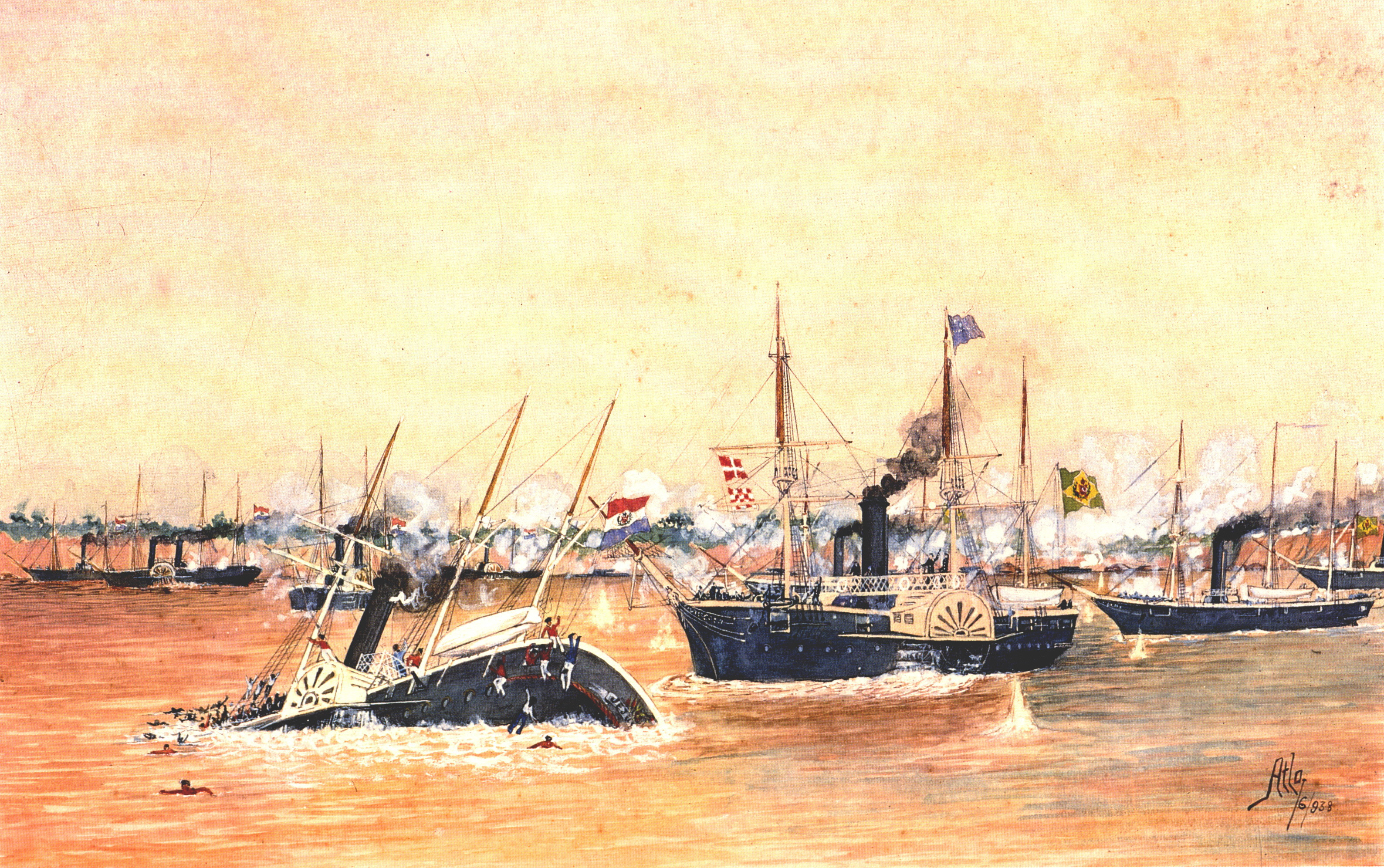
Momento decisivo: o Amazonas põe a pique o vapor paraguaio Jejuí.

A esquadra brasileira era no total composta por 9 navios e 1 113 homens. O Jequitinhonha era o barco insígnia da 3ª divisão comandada pelo capitão de mar e guerra José Secundino de Gomensoro, enquanto o Amazonas atuava como capitania insígnia da esquadra da 2ª divisão da frota.
Mesa realizou a abordagem e abriu fogo, no que foi respondido de pronto pela esquadra brasileira. O Jejuí recebeu graves danos e igualmente as três chatas, apesar dos paraguaios terem se refugiado no arroio do Riachuelo protegidos pelas baterias de artilharia paraguaias posicionadas nos barrancos, além da fuzilaria de infantaria paraguaia.
O almirante Barroso fez transmitir sinais aos barcos da frota brasileira com três frases que seriam célebres na história naval brasileira: “O Brasil espera que cada homem cumpra o seu dever”, “Atacar e destruir o inimigo o mais de perto que puder” e “Sustentar o fogo, que a vitória é nossa!”.
A esquadra brasileira se dirigiu ao Riachuelo, mas o Amazonas se desviou do seu rumo seguido pelo Jequitinhonha. O Belmonte foi castigado pelo fogo dos paraguaios posicionados nos barrancos, além dos disparos das embarcações paraguaias e sofreu serias avarias que obrigaram a sua tripulação a encalhá-lo nos bancos de areia às margens da Ilha Cabral para não afundar.

O Amazonas regressou rapidamente a sua trajetória inicial, mas na sequência o Jequitinhonha também encalhou devido as avarias do fogo inimigo. Enquanto o esquadrão brasileiro continuava ao largo do rio até a Ilha Palomera para então retomar rio acima, o Parnaíba retrocedeu em auxílio ao Jequitinhonha, mas os barcos paraguaios Tacuarí, Marquês de Olinda, Salto Oriental e Paraguarí deixaram a costa e se lançaram contra o Parnaíba, que veio a ser abordado pelos três primeiros. Diante de um quadro claramente desfavorável aos seus homens e também aos oficiais e praças do Exército embarcados, que resistiam tenazmente àquele ataque, o comandante da Parnaíba, Capitão-Tenente Aurélio Garcindo Fernandes de Sá, deu ordem para que fosse ateado fogo ao paiol de pólvora a fim de incendiar seu navio, para que o mesmo   não   fosse   capturado   pelos   inimigos. Sua ordem foi transmitida pelo imediato, Primeiro-tenente Felipe Firmino Rodrigues Chaves, e prontamente colocada em prática por homens da guarnição. Não tendo sido executada em razão da fuga empreendida pelos atacantes paraguaios, ao perceberem a chegada de socorro da divisão brasileira.

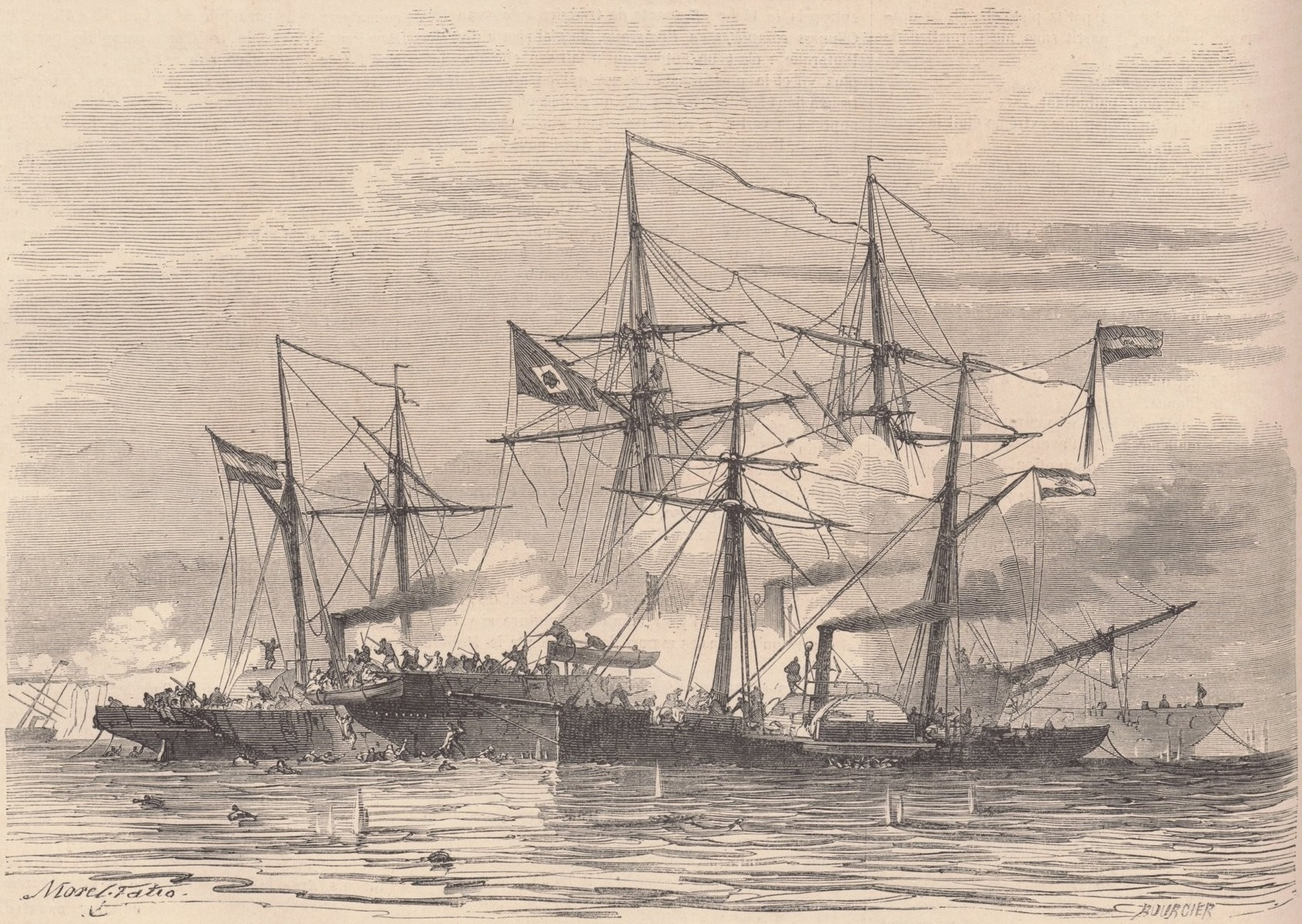
O Parnaíba sofre o choque de três vapores paraguaios (Le Monde illustré, nº 436, 19 de agosto de 1865).

Segundo o capitão italiano Antônio Valentino, a resistência no Parnaíba era fundamentalmente a cargo dos marinheiros e soldados no convés que “lutaram sozinhas, enquanto o comandante se retirou para uma sala seguido por todos os oficiais”.
Apesar da defesa, as tropas do 6º batalhão “Nambi’l Del Salto” conseguiram garantir a sua posição no navio. Quando a queda era iminente “chegou o Amazonas e outros navios e eles nos salvaram. Guastavino foi nossa providencia, porque advertiu o Almirante que o Parnaíba foi abordado e que era preciso ir sobre os inimigos. E é possível ir? Indagou Barroso referindo-se ao rio. No que foi respondido: sim, senhor e lá vamos nós, disse Guastavino, tomando o timão”.
Guiado pelo capitão argentino Bernardino Guastavino, o Amazonas foi em auxílio do Parnaíba seguido pelo Beberibé e o Araguarí, depois de se livrar dos combatentes paraguaios que ainda os atacavam, na aproximação empurraram o vapor Paraguarí para obrigá-lo a encalhar e abriu fogo a curta distância sobre o Marquês de Olinda enquanto o Tacuarí enfrentava sozinho o Araguari e o Beberibé.

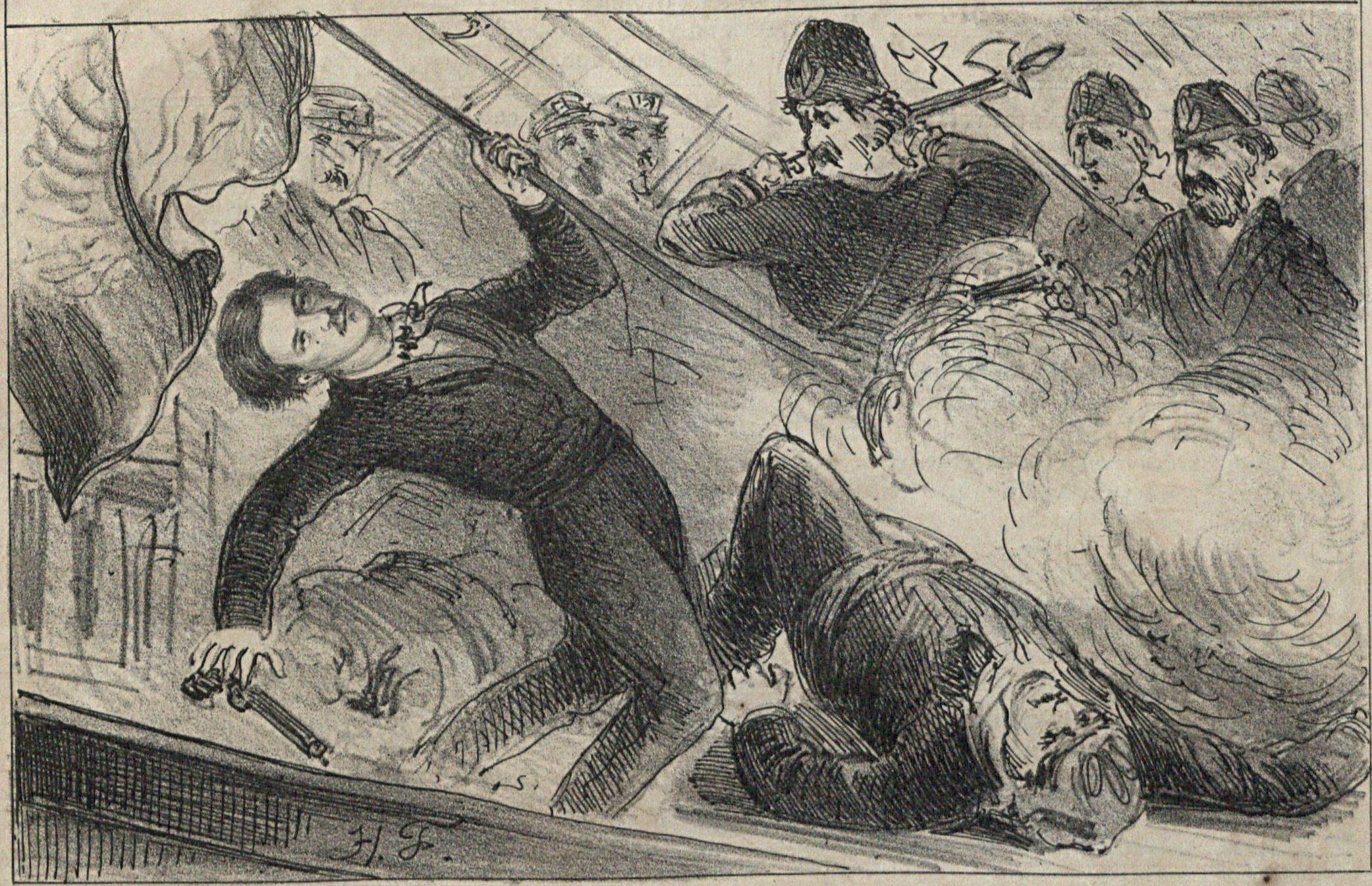
Morte do guarda-marinha Greenhalgh durante a defesa da bandeira brasileira na Batalha do Riachuelo.

Durante a dura luta, o Parnaíba recebeu 13 disparos na altura da linha d’água que penetraram o seu casco e sua tripulação teve 33 mortos e 25 feridos, incluindo as tropas do Exército que estavam a bordo. Entre os mortos, o guarda-marinha João Guilherme Greenhalgh, o capitão do exército Pedro Afonso Ferreira, o tenente de armas Feliciano J. de Andrade Maia e o Marinheiro Marcílio Dias, que mais tarde seriam homenageados pelo governo imperial brasileiro.
Apesar dos danos recebidos, o Parnaíba se juntou ao Amazonas na perseguição aos navios inimigos restantes que partiram em fuga rio acima, participando ainda do assalto ao Salto Oriental que culminaria em seu colapso e afundamento após ser abalroado pela fragata Amazonas. Posteriormente participou da Batalha de Paso de Cuevas, em 12 de agosto de 1865, e ainda do bombardeio prévio a Batalha de Curupaiti.

Em março de 1868 assumiu seu comando o Capitão-tenente Jacinto Furtado de Mendonça Paes Leme, com ordens de conduzir o navio ao Rio de Janeiro para a realização dos reparos que se apresentassem necessários, sendo então desligada da Esquadra em Operações de Guerra. Chegou ao Rio de Janeiro no dia 3 de abril de 1868 e, no dia 7 de maio do mesmo ano, foi-lhe passada mostra de desarmamento, conforme Aviso do dia 2 desse mês.